# 凱厄瓦農村鎮區 (堪薩斯州凱厄瓦縣)
凱厄瓦農村鎮區（英語：Kiowa Rural Township）是位於美國堪薩斯州凱厄瓦縣的一個行政鎮區。

## 地方資料
凱厄瓦農村鎮區的面積為1871.00平方千米，當中陸地面積為1870.50平方千米，而水域面積為0.50平方千米。根據2010年美國人口普查的數據，當地共有人口2553人，而人口密度為每平方千米1.36人。

## 外部連結
- US-Counties.com
- City-Data.com （页面存档备份，存于）